# Alessandro Lualdi
Alessandro Lualdi (ur. 12 sierpnia 1858 w Mediolanie, zm. 12 listopada 1927 w Palermo) – włoski duchowny katolicki, arcybiskup Palermo i kardynał.

## Życiorys
Studiował w Seminarium mediolańskim, a także w Rzymie na Akademii św. Tomasza z Akwinu i seminarium Lombardo (doktoraty z teologii, filozofii i prawa kanonicznego). Święcenia kapłańskie otrzymał w 1880 roku i rozpoczął pracę duszpasterską. W latach 1890–1894 był wykładowca w rodzinnym seminarium w Mediolanie. W latach 1894–1904 rektor Collegio Lombardo w Rzymie. W styczniu 1904 otrzymał tytuł prałata domowego Jego Świątobliwości.
14 listopada 1904 został metropolitą Palermo. Konsekrowany 4 grudnia przez kardynała Francesco di Paola Cassetta. W 1907 wyniesiony do godności kardynała prezbitera Ss. Andrea e Gregorio al Monte Celio. Brał udział w konklawe 1914 i 1922 roku. Pochowany w katedrze metropolitalnej w Palermo.